# Kogel (Valley)
Der Kogel ist ein bewaldeter Hügel bei Wildschwaiger, einem Gemeindeteil von Valley im Landkreis Miesbach. Er ist dem Fentberg im Taubenbergkamm nördlich vorgelagert.